# Beveren
|  | Per a altres significats, vegeu «Beveren (desambiguació)». |

 Beveren és un submunicipi del municipi de Beveren-Kruibeke-Zwijndrecht a la província belga de Flandes Oriental, dins la regió de Flandes. Actualment té uns 45.000 habitants.

## Pobles
| #    | Nom        | Superfície | Població (31/12/2007) |
| ---- | ---------- | ---------- | --------------------- |
| I    | Beveren    | 19,03      | 19.803                |
| II   | Melsele    | 18,54      | 10.240                |
| III  | Haasdonk   | 10,25      | 4.131                 |
| IV   | Vrasene    | 13,77      | 3.852                 |
| V    | Verrebroek | 15,82      | 1.913                 |
| VI   | Kallo      | 27,64      | 1.830                 |
| VII  | Kieldrecht | 19,50      | 3.790                 |
| VIII | Doel       | 25,61      | 359                   |

## Situació i municipis veïns
| - a. Berendrecht-Zandvliet-Lillo (Anvers) - b. Anvers - c. Zwijndrecht - d. Burcht (Zwijndrecht) - e. Kruibeke - f. Bazel (Kruibeke) | - g. Temse - h. Sint-Niklaas - i. Nieuwkerken-Waas (Sint-Niklaas) - j. Sint-Gillis-Waas - k. Meerdonk (Sint-Gillis-Waas) |

## Història
El moment de major rellevància de Beveren fou a l'edat mitjana, en el moment d'esplendor del castell de Beveren, quan era el nucli de la Senyoria de Beveren.

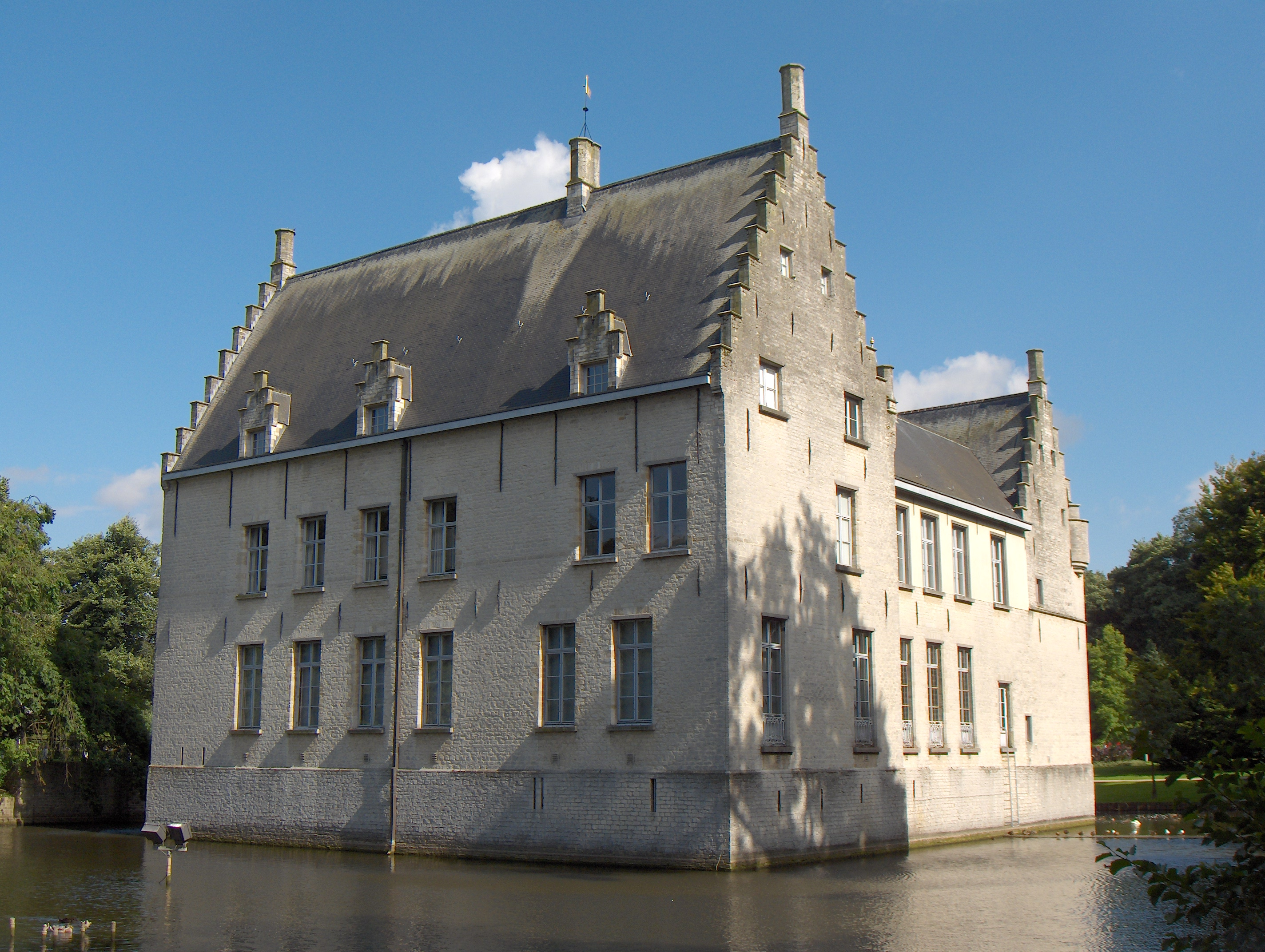
Beveren, castell de Cortewalle